# Leopard 2A6HEL

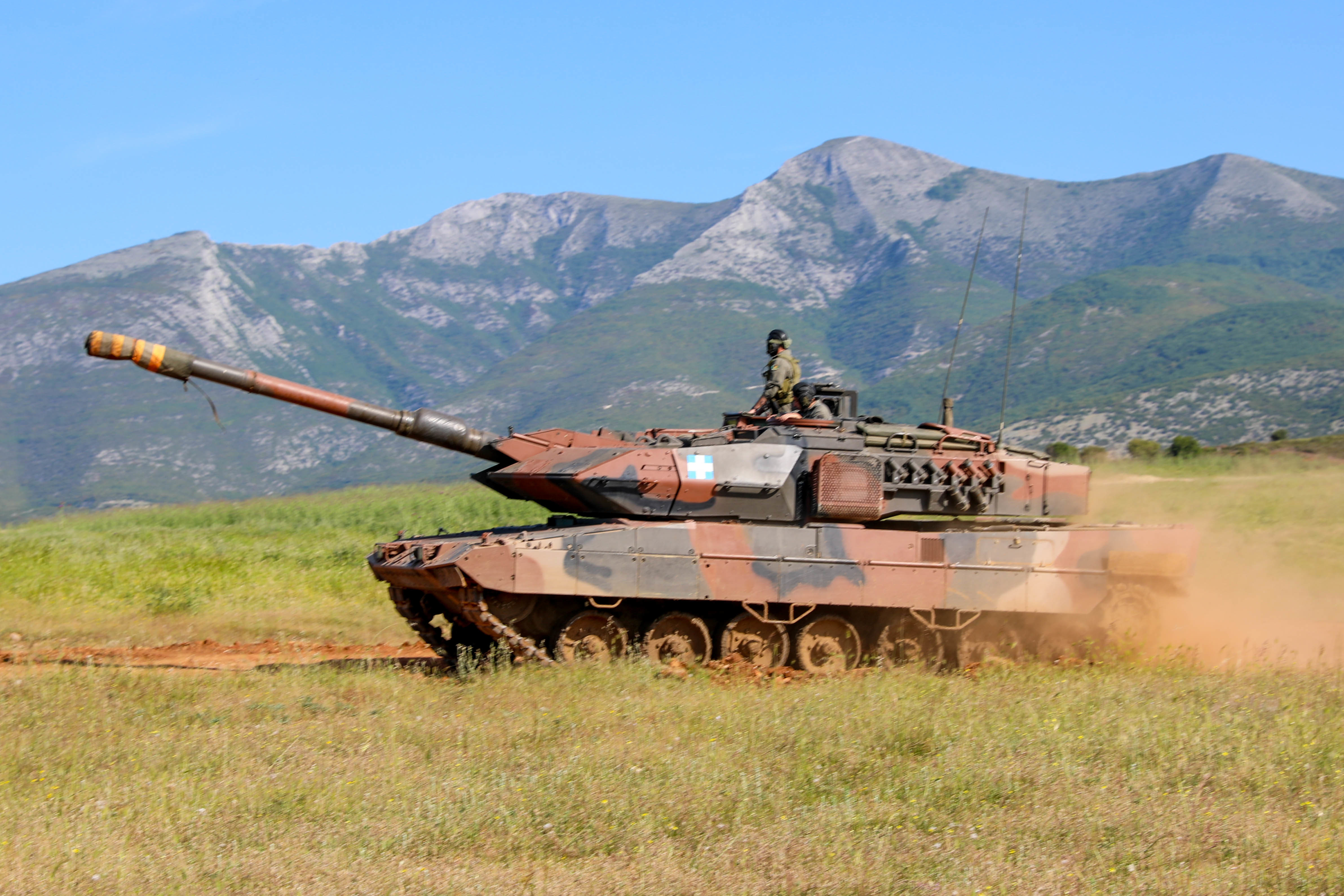
Леопард 2A6HEL, 2021 год

Леопард 2A6HEL (также встречается обозначение Leopard 2HEL) — основной боевой танк греческой армии. Конструкция основана на Леопард 2A6 Бундесвера. Производился с 2006 до 2009 года, изготовлено 170 единиц.

## История
В 1998 году Вооруженные силы Греции проводили тендер на закупку танков, в рамках которого они оценивали Леопард 2А5, M1A2 «Абрамс», AMX-56 «Леклерк», Т-80УЕ, Челленджер 2 и Т-84, и Леопард 2А5 выиграл тендер. В марте 2003 Греция подписала с Krauss-Maffei Wegmann (KMW) контракт стоимостью 1,7 миллиарда евро на 170 новых танков Леопард 2A6HEL плюс одна машина для боевых стрельб. 30 танков должна была произвести и поставить KMW, а остальные 140 собирались в Греции компанией Elliniki Viomichania Oximaton (ELVO). Также ELVO изготовила корпуса и башни для всей серии. Танки производились с конца 2006 до 2009 года.

## Конструкция
Конструкция основана на Леопард 2A6, но доработана по нескольким основным направлениям. Основное орудие — Rh120 L/55. Корпус добронирован в передней части по образцу танков Strv. 122 Швеции и Леопард 2E Испании. Дополнительные листы брони также установлены на передней части крыши башни и на бортах корпуса. Бортовые экраны гусениц идентичны бортовым экранам Леопард 2A6 в варианте исполнения по «технологии D». Силовая установка, так же как у всех серийных Леопард 2, состоит из двигателя МВ873 Ка-501 и трансмиссии HSWL354. Установка современного силового блока Euro Powerpack, как на Леопард 2A6EX в варианте DEMO II рассматривалась, но не была реализована по финансовым причинам. Камера заднего вида механика-водителя имеет светофильтры и установлена посередине крыши кормы корпуса. Штанга габаритов отсутствует. Правый борт в кормовой части корпуса был доработан для установки вспомогательной силовой установки (ВСУ) мощностью 17 кВт, которая используется для выработки электроэнергии при неработающем основном двигателе. Командирский прицел PERI-R17A2 дополнительно защищён бронестворкой с электроприводом. Люки командира и заряжающего — сдвижные. Система управления огнем (СУО) в целом аналогична СУО базового Леопард 2A6, но имеет усовершенствования. В основной прицел наводчика теперь встроен тепловизор Ophelios-P. На крыше башни установлен датчик бокового ветра, подобный устанавливавшемуся на Леопард 2А0.  Леопард 2A6HEL является единственной действующей версией семейства Леопард 2 с датчиком ветра. Танк также оборудован командно-информационной системой тактического уровня INIOCHOS производства Rheinmetall Defence, которая позволяет выводить тактическую информацию и обмениваться данными между подразделениями. Командир получил дисплей с клавиатурой для ввода данных, на который может выводится информация о состоянии систем танка, либо тактические данные с привязкой к местности.
Внутренняя связь в танке осуществляется через беспроводную цифровую систему WISPR (Wideband Intercom and Secure Packet Radio — широкополосная внутренняя связь и безопасная пакетная радиосвязь) на основе локальной беспроводной сети WLAN, обеспечивающую зашифрованную голосовую связь между членами экипажа не только внутри, но и снаружи на некотором расстоянии от танка, а также и вокруг машины. Система также способна осуществлять обмен данными между танками на небольшом расстоянии. Две радиостанции TRC-9200, традиционно для Леопард 2 установленные за местом командира, обеспечивают кодированную связь в голосовом режиме и режиме передачи данных. Также они используются для обмена данными в системе INICHOS.
Для поддержания рабочей температуры отсека электроники и комфортной температуры для экипажа установлена система кондиционирования воздуха производства греческой компании HDVS (Дочерняя компания KMW). Внешний блок кондиционера установлен справа в корме башни. В связи с этим пришлось изменить компоновку корзин для хранения. Пусковые установленным для дымовых гранат аналогичны установленным на Леопард 2A6M и Леопард 2E. Управление запуском дымовых гранат осуществляет командир танка.

### Технические характеристики
- Масса: около 63 тонн;
- Длина (с пушкой вперед): около 10,97 м;
- Ширина: около 3,75 м;
- Высота: около 2,49 м;
- Экипаж: 4 человека (командир, механик-водитель, наводчик, расчетчик-заряжающий);
- Вооружение: 120-мм гладкоствольная пушка, 7,62-мм пулеметы, система ракетного подавления, противотанковые ракеты, автоматический пожаротушитель;
- Защита: многослойная броня, реактивная и активная системы защиты, индивидуальная противогазовая защита;
- Двигатель: дизельный двигатель, мощностью около 1 500 л.с.;
- Максимальная скорость: около 70 км/ч (по дороге);
- Дальность хода: около 450-550 км;
- Преодоление водных преград: около 1,2 м глубиной;
- Маневренность: способность полностью повернуться на месте, подъем на 60% и спуск на 30% наклона.